# فوجی دریم ایرلاینز
فوجی دریم ایرلاینز (به انگلیسی: Fuji Dream Airlines) یک شرکت هواپیمایی با کد یاتا JH است که در ۲۴ ژوئن ۲۰۰۸ میلادی تأسیس شده و در ۲۳ ژوئیه ۲۰۰۹ فعالیتش را آغاز کرده‌است. دفتر مرکزی فوجی دریم ایرلاینز در ماکینوهارا، شیزوئوکا، استان شیزوئوکا، ژاپن واقع شده‌است و قطب این شرکت هواپیمایی در فرودگاه شیزوکا قرار دارد و به ۹ مقصد، پرواز انجام می‌دهد.